# Axmarbrygga Havskrog

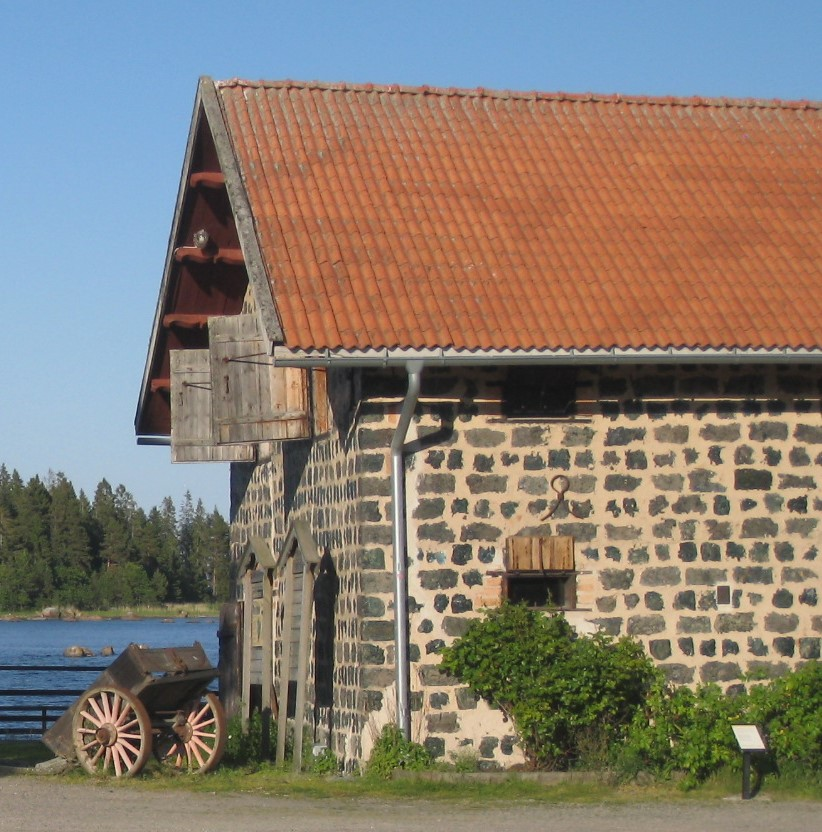
Axmarbrygga Havskrog ligger i det tidigare hamnmagasinet från 1870-talet. Det är byggt av slaggsten från järnbruksdriften vid Axmar bruk.

Axmarbrygga Havskrog är en fiskrestaurang med konferens- och festlokaler som ligger vid Axmar bruk i Hamrånge socken i Gästrikland, på gränsen till Hälsingland.
Restaurangen ligger i ett naturreservat utmed kusten nära havsbandet i Axmar bruk, 5 mil norr om Gävle och 3 mil söder om Söderhamn. Kulturreservatet vid Axmar bruk inrättades 2011. Området ingår också i Axmar naturreservat. Det är södra Bottenhavskustens största sammanhängande, någorlunda oexploaterade skärgårdsområde.  
Restaurangen Axmar Brygga Havskrog är specialiserad på fisk och skaldjur, även om också kött och vegetariskt serveras. Den är inrymd i den gamla magasinsbyggnaden vid hamnen och som byggdes på 1870-talet. Magasinsbyggnaden vid hamnen är byggd av slaggsten från järnbruksdriften vid Axmar bruk. I slaggstensbyggnaden lagrades tidigare, från 1870-talet till början av 1900-talet, stångjärn och säd. Från restaurangen har man panoramautsikt över orörd skärgårdsmiljö och ett rikt fågel- och djurliv. 